# El Tepozán, Guanajuato
El Tepozán är en ort i Mexiko.   Den ligger i kommunen Dolores Hidalgo och delstaten Guanajuato, i den centrala delen av landet, 270 km nordväst om huvudstaden Mexico City. El Tepozán ligger 2 001 meter över havet och antalet invånare är 158.
Terrängen runt El Tepozán är en högslätt. Runt El Tepozán är det ganska tätbefolkat, med 52 invånare per kvadratkilometer. Närmaste större samhälle är Lourdes, 3,8 km öster om El Tepozán. Trakten runt El Tepozán består till största delen av jordbruksmark.